# Bahnhof Berlin Friedrichstraße
Bahnhof Berlin Friedrichstraße er en station på Berlins forstadsbaner (S-Bahn) og Berlins undergrundsbane (U-Bahn). Stationen ligger centralt i bydelen Mitte, i nærheden af Unter den Linden, Brandenburger Tor og Rigsdagen, og er et vigtigt knudepunkt i Berlins kollektivtransport.